# J. Frank Glendon
J. Frank Glendon (Choteau, Montana, 25 oktober 1886 - Hollywood, 17 maart 1937) was een Amerikaans filmacteur. Tussen 1915 en 1936 speelde hij in 79 films.

## Gedeeltelijke filmografie
- Cannibal King (1915)
- The Dawn of Understanding (1918)
- A Woman in the Web (1918)
- A Tale of Two Worlds (1921)
- More to Be Pitied Than Scorned (1922)
- The Lost Special (1932)
- The Phantom Empire (1935)
- The Fighting Marines (1935)
- King of the Pecos (1936)

- International Standard Name Identifier: 0000 0000 2858 7959
- Library of Congress Control Number: n85173992
- Virtual International Authority File: 28510468
- WorldCat: E39PBJqFJ6JTxH7pT6DyxW3WjC